# Rosuvastatin
Rosuvastatin ist ein Arzneistoff aus der Gruppe der Statine, der in der Behandlung von Fettstoffwechselstörungen als Cholesterinsenker eingesetzt wird.

## Eigenschaften
Der Wirkstoff wird pharmazeutisch als Rosuvastatin-Hemicalcium (auch Rosuvastatin-Calcium genannt) eingesetzt. Dies ist ein weißes, amorphes Pulver, das wenig löslich in Wasser und Methanol und schwer löslich in Ethanol ist. Rosuvastatin ist hydrophil; der Octanol-Wasser-Verteilungskoeffizient (Kow) beträgt 0,13 bei einem pH-Wert von 7,0.

## Anwendungsgebiete
Rosuvastatin ist ein Arzneistoff aus der Gruppe der Statine und wird zur Behandlung der primären Hypercholesterinämie oder einer gemischten Fettstoffwechselstörung (Dyslipidämie) zusätzlich zu einer Diät eingesetzt, wenn diese und andere therapeutische Maßnahmen, wie zusätzliche Bewegung, nicht den gewünschten therapeutischen Erfolg bringen.

## Wirkungsmechanismus
Rosuvastatin ist ein Hemmer der HMG-CoA-Reduktase. Dieses Enzym wirkt als Katalysator bei der Reduktion des 3-Hydroxy-3-methylglutaryl-Coenzym A (HMG-CoA) zu Mevalonat, welche einen begrenzenden Schritt in der Cholesterinsynthese in der Leber darstellt.

## Studien

### Studien zur Sicherheit
Es liegen zahlreiche Studien zur Sicherheit vor. Das Profil der Nebenwirkungen entspricht dem der anderen Statine. Allerdings wurde schon in der doppelten als der zugelassenen Höchstdosis von 40 mg über Rhabdomyolysen (Auflösung quergestreifter Muskelfasern) und Nierenversagen berichtet.

### ASTEROID-Studie
Hier wurde der Nutzen einer intensivierten Rosuvastatin-Therapie in einer Dosierung von 40 mg hinsichtlich Atherosklerose untersucht. Durch IVUS (intravaskulärer Ultraschall) konnte man nachweisen, dass Rosuvastatin eine Regression der koronaren Plaques von bis zu 9 % hervorrufen konnte. Allerdings trat dieser Nutzen erst unter einem LDL-Wert von 70 mg/dl auf. Dies zeigt, dass eine intensivierte Statin-Therapie bei KHK-Patienten sinnvoll sein kann.

### AURORA-Studie
Die AURORA-Studie (A study evaluating the Use of Rosuvastatin in patients requiring Ongoing Renal dialysis: an Assessment of survival and cardiovascular events) ist eine randomisierte, doppelblinde Langzeitstudie zur Beurteilung des Effekts einer Gabe von 10 mg Rosuvastatin bezüglich Mortalität und schwerwiegender kardiovaskulärer Ereignisse an 2775 Patienten mit terminaler Niereninsuffizienz und chronischer Hämodialyse (Beginn 2003, als Teil des GALAXY-Programms).

### COMETS-Studie
Die 2005 veröffentlichte COMETS-Studie (A COmparative study with rosuvastatin in subjects with METabolic Syndrome) untersuchte den Nutzen von Rosuvastatin beim metabolischen Syndrom. Es ist eine prospektive Studie. Verglichen wurden 10 mg Rosuvastatin mit 10 und 20 mg Atorvastatin auf die Reduktion von LDL-Cholesterin.
Nach den Ergebnissen wurde das LDL-Cholesterin mit 10 mg Rosuvastatin um knapp 43 % gesenkt, mit 10 mg Atorvastatin um fast 37 %. Der Vergleich der 20-Milligramm-Dosierungen beider Statine ergab knapp 49 % und 42,5 % zugunsten von Rosuvastatin. Auch beim „Erreichen des europäischen LDL-Zielwertes von unter 100 mg/dl“ und beim Parameter „prozentuale HDL-Steigerung“ ergab sich eine Differenz zugunsten von Rosuvastatin.
2005 fehlten noch im Gegensatz zu Simvastatin, Pravastatin, Fluvastatin und Atorvastatin Langzeitstudien, die über eine reine Senkung des LDL-Cholesterins als Surrogatparameter hinaus einen positiven Nutzen in Bezug auf Erkrankungen oder Todesfälle belegen würden.

### CORONA-Studie
Im Jahr 2007 erschienen die Ergebnisse der CORONA-Studie, in der über 5000 Patienten mit Herzinsuffizienz ein Jahr lang mit entweder täglich 10 mg Rosuvastatin oder Placebo behandelt wurden. Beim primären Endpunkt (Kreislaufstillstand, nicht-tödlicher Herzinfarkt, Schlaganfall) ergab sich hier in der Wirkung kein signifikanter Unterschied zwischen Rosuvastatin und der Placebogabe.

### JUPITER-Studie
Eine 2008 im NEJM publizierte Studie ging der Frage nach, ob Personen mit erhöhten Werten des C-reaktiven Proteins (CRP-Wert), jedoch normalen Cholesterinwerten, ebenfalls von einer Statintherapie profitieren könnten. Erhöhte Werte der CRP-Konzentration im Blut geben Aufschluss über den Grad einer Entzündung und sind ein Voraussage-Parameter für Blutkreislauf-Probleme. Wie die Resultate der Studie zeigen, konnten sowohl die LDL-Werte als auch die CRP-Werte unter Rosuvastatin gesenkt werden.

### GISSI-HF-Studie
Die 2008 veröffentlichte GISSI-HF-Studie untersuchte – ähnlich wie die CORONA-Studie –  4574 herzinsuffiziente Patienten im Vergleich zwischen 10 mg Rosuvastatin und Placebo. Hier betrug der Beobachtungszeitraum im Median 3,9 Jahre. Auch hier konnte beim kombinierten Endpunkt von Gesamtsterblichkeit und Hospitalisierung (Einweisung in ein Krankenhaus) wegen Problemen mit dem Blutkreislauf kein Unterschied zwischen Rosuvastatin und Placebo festgestellt werden. Die Gesamtsterblichkeit betrug unter Rosuvastatin 29 %, unter Placebo 28 %; der Anteil der Patienten mit Rehospitalisierung oder Tod aus kardiovaskulärer Ursache betrug unter Rosuvastatin 57 % und unter Placebo 56 %.

## Fertigarzneimittel
- AstraZeneca: Crestor (D, A, CH, USA u. a.), Provisacor (IT), Zuvamor (ZA)

Crestor ist in Österreich (seit 2003) und der Schweiz im Handel, in Deutschland seit 2009.